# Andrew Mlangeni
Andrew Mokete Mlangeni (* 6. Juni 1925 bei Bethlehem; † 21. Juli 2020 in Pretoria; Spitzname Tloks) war ein Politiker und Anti-Apartheid-Aktivist. Er war als Mitglied des African National Congress (ANC) ein Weggefährte von Nelson Mandela und Walter Sisulu.

## Leben
Mlangeni wurde als neuntes von 14 Kindern geboren. Nach dem Tod des Vaters, eines Farmarbeiters, geriet die Familie in finanzielle Nöte, sodass Mlangeni seine Schulausbildung 1946 abbrechen musste, um als Fabrikarbeiter und später als Busfahrer Geld zu verdienen. Seit 1945 gehörte er der South African Communist Party an, 1951 folgte der Eintritt in die ANC Youth League und 1954 der in den ANC. 1961 war er einer der ersten Freiwilligen, die vom militanten Arm des ANC, dem Umkhonto we Sizwe, zum militärischen Training in die Volksrepublik China geschickt wurden. 1963 kehrte er zurück, wurde aber schon bei der Einreise festgenommen. Mlangeni war der letzte Überlebende der elf Angeklagten des Rivonia-Prozesses und wurde wie sieben andere Angeklagte wegen Sabotage zu lebenslanger Haft verurteilt. Er verbüßte den Großteil der Haft auf der Gefängnisinsel Robben Island bei Kapstadt. 1989 wurde er freigelassen und bezog wieder sein altes Wohnhaus. Wenige Wochen zuvor war ihm noch ein Freigang zum Besuch der Beerdigung seiner Zwillingsschwester verwehrt worden.
1991 bis 1997 gehörte er dem National Executive Committee des ANC an. 1992 wurde er mit der Isitwalandwe-Medaille des ANC geehrt, der höchsten Auszeichnung des ANC. Nach den Wahlen 1994 war er bis 1999 für den ANC Mitglied der südafrikanischen Nationalversammlung. Er leitete im Rahmen des Black Economic Empowerment die Firma Matodzi Resources Ltd, die im Diamantenbergbau tätig ist, und gründete die „June and Andrew Mlangeni Foundation“ für wohltätige Zwecke. Seit 2009 unterhielt der mittlerweile über 80-Jährige außerdem ein Kontaktbüro für die Einwohner seines Viertels.
Mlangeni war verheiratet und hatte zehn Kinder. Er verstarb am Abend des 21. Juli 2020 in einem Krankenhaus in Pretoria.

## Ehrungen
- 1992: Isitwalandwe-Medaille des ANC
- 2016: Freedom of the City von Johannesburg
- 2018: Ehrendoktorwürden der Rhodes University und der Durban University of Technology[9]
- 2018: Freedom of the City von London[10]